# Heinkel Wespe
Heinkel „Wespe“ war der Name einer Projektstudie der Heinkel-Werke aus den Jahren 1944/45 für ein revolutionäres VTOL-Programm zur Entwicklung eines leichten Abfangjägers.

## Entwicklung
Bemerkenswert neben den auch andernorts entwickelten Merkmalen eines Senkrechtstarters wie der mit der Nase nach oben stehenden Startposition (Heckstarter) waren die äußerst ungewöhnliche Anordnung des Rotors, die liegende Sitzposition des Piloten und die Flügelkonstruktion, die keine konventionelle Tragfläche, sondern einen Ring um die Luftschraube mit zwei stummelartigen Fortsätzen vorsah (Ringflügler). Die Unterbringung des Kraftstoffs war im Rumpf (550 kg) und im Ringflügel (450 kg) vorgesehen. Als Antrieb sollte das PTL-Triebwerk He S 021 dienen, dass auf dem He S 011 basierte und dessen Bau bei Daimler-Benz erfolgen sollte, was aber bis zum Kriegsende nicht mehr in Angriff genommen wurde.
Die Projektstudie wurde von Karl Reiniger im Heinkel-Büro in Wien als Entwurf E „Wespe“ bis 25. Februar 1945 erarbeitet und am 8. März vorgestellt, aber die katastrophale Materialversorgung am Kriegsende stoppte das Projekt. Die futuristische Konstruktion ist theoretisch flugfähig, aber unerprobt.
Das Schwesterprojekt war die Heinkel Lerche, eine etwas größere Ausführung, die mit zwei gegeneinander rotierenden Propellern ausgerüstet werden sollte.

## Technische Daten
| Kenngröße             | Daten Heinkel Wespe (25. Februar 1945)                            |
| --------------------- | ----------------------------------------------------------------- |
| Besatzung             | 1                                                                 |
| Rumpflänge            | 6,20 m                                                            |
| Spannweite            | 5,0 m                                                             |
| Durchmesser           | 1,25 m (Rumpf) 2,8 m (Ring)                                       |
| Flügelfläche          | 11,3 m²                                                           |
| Rüstmasse             | 2520 kg                                                           |
| Zuladung              | 1170 kg                                                           |
| Startmasse            | 3690 kg                                                           |
| Antrieb               | Turboprop-Triebwerk Daimler/Heinkel S 021 mit 2.000 PS (1.471 kW) |
| Kraftstoffvolumen     | 1000 kg                                                           |
| Höchstgeschwindigkeit | 850 km/h in Bodennähe 860 km/h in 8000 m Höhe                     |
| Steiggeschwindigkeit  | 50 m/s in Bodennähe 24 m/s in 8000 m Höhe                         |
| Landegeschwindigkeit  | ca. 193 km/h                                                      |
| Bewaffnung            | zwei 30-mm-Kanonen MK 108                                         |